# Boulevard Léon-Gambetta (Cahors)
Pour les articles homonymes, voir Boulevard Léon-Gambetta.

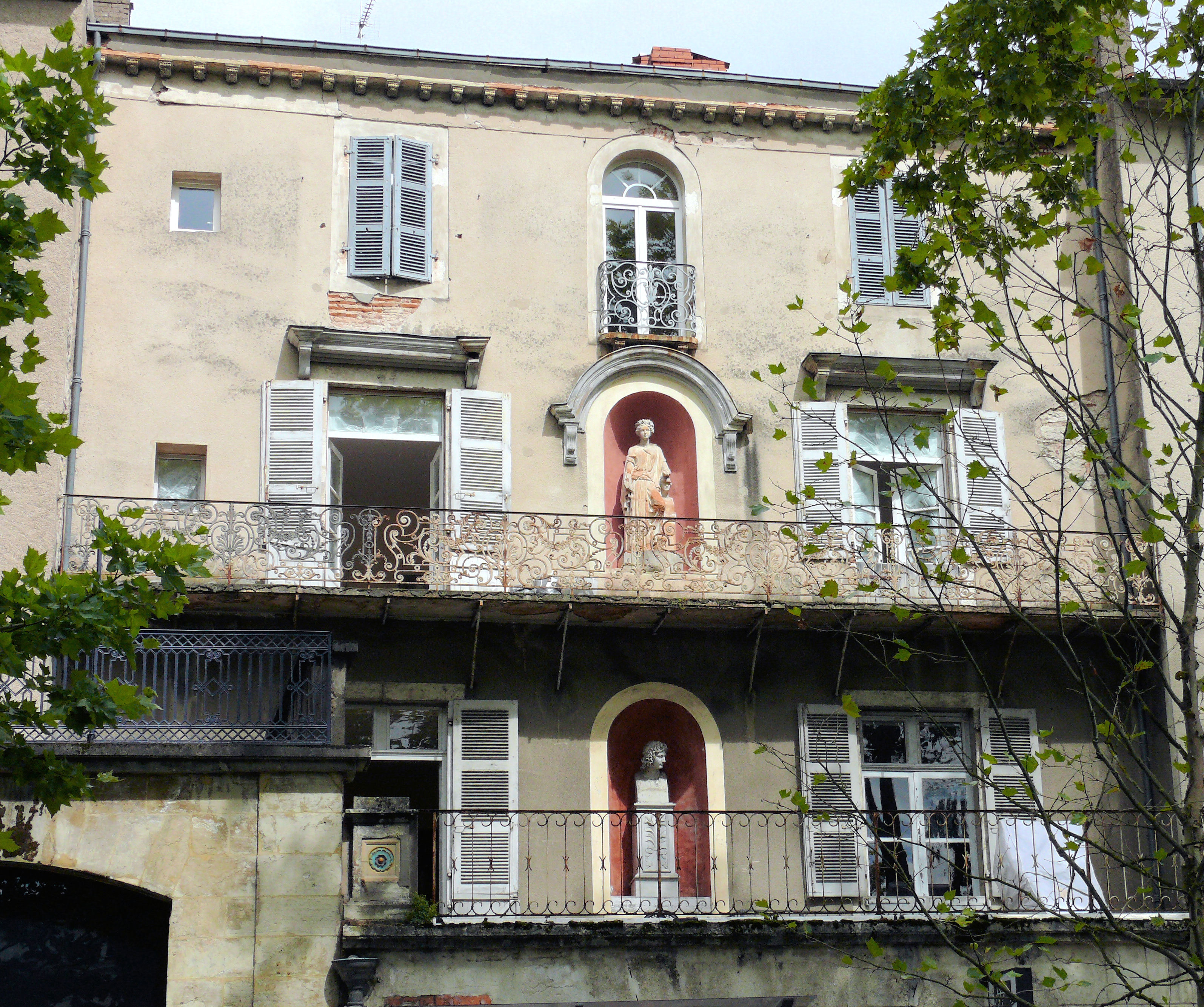
Maison du boulevard Léon-Gambetta à Cahors

Le boulevard Léon-Gambetta est la principale voie de circulation du centre-ville de Cahors (Lot). 

## Situation et accès
Orienté nord-sud, il s'étend sur 1 200 mètres, de la place Lafayette au nord jusqu'au pont Louis-Philippe au sud.

## Origine du nom
Le boulevard honore l'homme politique Léon Gambetta, natif de Cahors, qui a aussi donné son nom au lycée Gambetta, situé à proximité du boulevard.

## Historique
Le boulevard Gambetta occupe l'emplacement du fossé des anciens remparts. Il sépare donc la ville médiévale, à l'est, des quartiers plus récents, à l'ouest.

## Bâtiments remarquables et lieux de mémoire
Plusieurs des monuments historiques de Cahors sont situés sur le boulevard Gambetta:
- Bibliothèque municipale de Cahors
- Hôtel de ville de Cahors
- Immeuble des Mirepoises
- Palais de Jean XXII